# Histoire du droit en France sous la Troisième République
Cette page liste les grandes lois françaises promulguées sous la Troisième République (1870-1940).

## Liste chronologique

### 1872
- Loi Cissey du 27 juillet 1872 : service militaire obligatoire pour tous les hommes français. La durée du service était fixée par tirage au sort. Les « mauvais numéros » devaient effectuer cinq ans de service actif, tandis que les « bons numéros » étaient tenus de servir entre six mois et un an[1],[2].

### 1875
- Lois constitutionnelles de 1875 qui instaurent définitivement la Troisième République
  - la loi du 24 février 1875, sur l'organisation du Sénat ;
  - la loi du 25 février 1875, sur l'organisation des pouvoirs publics ;
  - la loi du 16 juillet 1875, sur les rapports entre les pouvoirs publics.

### 1879
- Loi du 21 janvier 1879, qui désigne Paris, et non plus Versailles, comme le siège des pouvoirs publics.

### 1873
- Loi du 24 juillet 1873 relative à l'organisation générale de l'armée.

### 1881
- Lois Jules Ferry : série de lois instaurant l'école primaire gratuite (loi du 16 juin 1881), obligatoire et participent à laïciser l’enseignement public (loi du 28 mars 1882).
- Loi du 29 juillet 1881 sur la liberté de la presse :  loi française fondamentale qui définit les libertés et responsabilités de la presse française.

### 1884
- Loi communale de 1884 :  lois fondatrices de la République française qui précise le fonctionnement des communes françaises.
- Loi Waldeck-Rousseau : abroge la loi Le Chapelier et autorise les syndicats en France.
- Loi du 14 août 1884 qui indique : « La forme républicaine du gouvernement ne peut faire l'objet d’une proposition de révision. Les membres des familles ayant régné sur la France sont inéligibles à la présidence de la République »

### 1886
- Loi du 22 juin 1886 : interdiction aux chefs des familles anciennement royale et impériale ayant régné en France et à leurs héritiers directs dans l'ordre de primogéniture l'accès et le séjour sur le sol français sous peine d'emprisonnement et de reconduite à la frontière. Ils ne pouvaient ni exercer de fonction publique et/ou de mandat électif ni entrer dans les armées.

### 1887
- Loi du 25 juillet 1887 : réorganisation des corps de l'armée française en transformant les 144 régiments d'infanterie et les 30 bataillons de chasseurs à pied et en créant 18 nouveaux régiments d'infanterie.

### 1889
- Loi Freycinet du 15 juillet 1889 : les obligations militaires totales sont de 25 ans[1],[2] : 
  - 3 ans dans l'armée d'active
  - 7 ans dans la réserve de l'armée d'active
  - 6 ans dans l'armée territoriale
  - 9 ans dans la réserve de l'armée territoriale.

### 1901
- Loi du 1er juillet 1901 : introduit et réglemente la liberté d'association en créant les associations loi de 1901.

### 1905
- Loi Maurice Berteaux : loi fondatrice du service militaire durant le XXe siècle. Elle impose le service militaire national, personnel, obligatoire et égal pour une durée de deux ans. La durée totale des obligations militaires reste à 25 années[1],[2].
- Loi de 1905 sur la séparation des Églises et de l'État : loi française principal codifiant la laïcité. Elle est un des actes fondateurs de la sécularisation de l’État.

### 1913
- Loi Louis Barthou : la loi porte la durée du service à trois ans. La durée totale des obligations militaires est portée à 28 années[1],[2].

### 1923
- Loi du 1er avril 1923 : le service militaire est réduit de 3 ans à 18 mois[1],[2].

### 1928
- Loi Paul Painlevé du 31 mars 1928 :  La durée du service militaire est réduite à un an obligatoire[1],[2].

### 1935
- Loi du 15 mars 1935 : La durée du service militaire passe à deux ans obligatoires.